# Кирилл Новоезерский
Кирилл Новоезерский (Кирилл Новгородский, чудотворец; 4 февраля 1481 — 4 февраля 1532) — иеромонах, основатель Кирилло-Новоезерского монастыря, святой Русской церкви в лике преподобных, память совершается (по юлианскому календарю): 4 февраля (преставление) и 7 ноября (обретение мощей).

## Жизнеописание
Родился в Галиче, происходил из дворянского рода Белых. В 15 лет ушёл из дома в монастырь к преподобному Корнилию Комельскому, который совершил над ним монашеский постриг. Спустя время он был найден своими родителями, считавшими его уже умершим. Они, последовав примеру сына, также приняли монашество, отдав часть своего состояния в монастырь преподобного Корнилия.
С благословения игумена Кирилл оставил монастырь и начал странствовать по другим обителям для поклонения святыням. Этот период продолжался около 20 лет. Согласно житию, в Тихвинском Успенском монастыре Кирилл удостоился явления Богородицы, которая направила его на берега Белого озера. Там он на Красном острове построил две келии (для себя и для будущей братии), а также две церкви в честь Воскресения Христова и Богоматери Одигитрии. Основание монастыря относят к 1517 году. Вскоре к Кириллу присоединились другие отшельники и образовался Кирилло-Новоезерский монастырь, который пользовался вниманием великих князей и царей, награждавших его богатыми вкладами и вотчинами. Кирилл стал игуменом основанной им обители и скончался 4 февраля 1532 года.

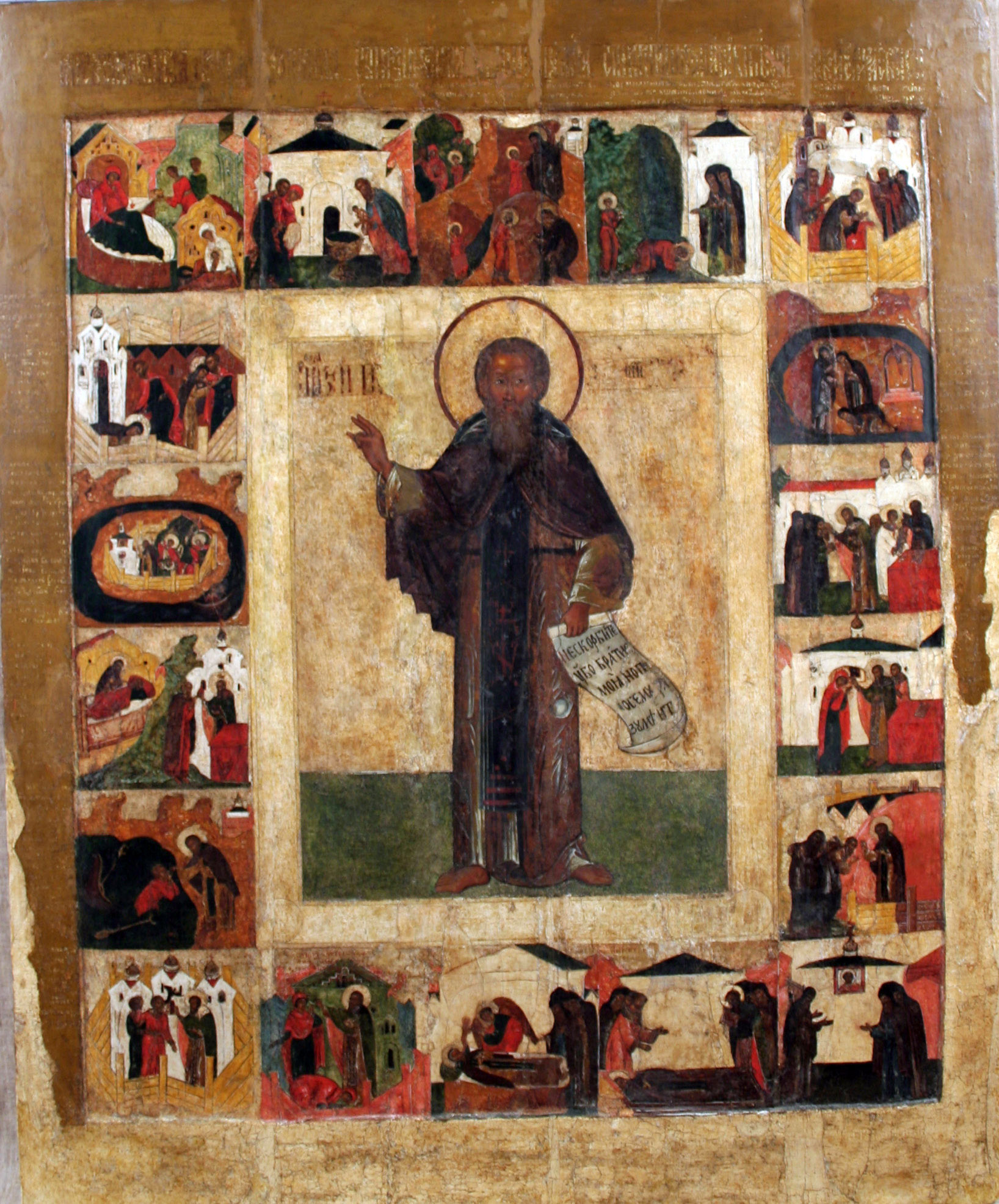
Кирилл Новгородский

7 ноября 1649 года при рытье рва для фундамента строившейся церкви были обретены мощи преподобного Кирилла. В 1652 году по окончании строительства они были положены в раке в арке между соборной и придельной во имя преподобного Кирилла церквями. В 1658 году раку украсил драгоценным покровом боярин Илья Милославский «по памяти родителей и по душе своей». Вскоре после обретения мощей состоялась канонизация Кирилла в лике святых, впервые день его памяти упоминается во втором полном издании Пролога (1659). В 1795 году для мощей преподобного Кирилла была изготовлена серебряная золочёная рака.
Результат вскрытия мощей преподобного Кирилла, произведённый в феврале 1919 года и опубликованный в отчёте VIII отдела Народного комиссариата юстиции РСФСР Съезду Советов, называл мощи следующим образом: «кукла, изображающая человека, с формою лица человеческого и со всеми его частями, как то: носом, подбородком и т. д.; под покровом груда костей, причем некоторые, как то: бедренная кость, задняя часть головной коробки — сохранили свою форму, все же остальные кости превратились в порошок; в черепе две медных монеты 1740 и 1747 гг.». 11 июня на заседании Белозерского УИКа постановили «кости вскрытых мощей поручить врачу таковые обезвредить, положить в деревянный гроб и поставить на прежнее место». В 1928 году основанный Кириллом монастырь был закрыт и осквернён, часть ценностей передали в музей, местонахождение мощей остаётся неизвестным. Монастырь был значительно разрушен, в нём открыли лагерь для заключённых, а с 1994 года в ней находится ИК-5 («Вологодский пятак»), одна из пяти колоний для пожизненных заключённых в России.